# Пйотр Тадеуш Богомолець
Пйотр Тадеуш Богомолець (пол. Piotr Tadeusz Bohomolec); * 1727–1729 — † після 1792) — представник «вітебської» гілки литовсько-руського роду Богомольців гербу «Богорія». Стольник вітебський, депутат і підскарбій Головного Литовського Трибуналу і депутат сейму Речі Посполитої від Вітебського воєводства.
Молодший брат видатного діяча Просвітництва Францішка Богомольця (1720—1784).

## Біографія
Про його ранні роки відомо мало.
1768 — обраний комісаром для підписання трактату з Російською імперією про встановлення кордонів.
В депеші посла Росії в Речі Посполитій, графа Миколи Паніна, Пйотр Тадеуш Богомолець характеризувався як «дурний» — тобто такий, який наполегливо чинив опір російському втручанню в справи Речі Посполитої.
Проте вже після 1-го поділу Речі Посполитої склав присягу на вірність російській імператриці Катерині ІІ і пішов служити в державний апарат Російської імперії.
З 1783 очолював Вітебську палату громадянського суду. Дослужився до дійсного статського радника.
1792 — за рік до 2-го розділу Речі Посполитої подав прохання про визнання роду Богомольців у російським дворянському достоїнстві. Прохання розглянули депутатські збори Полоцького намісництва 22 жовтня 1792 і задовільнили його. Дворянство було визнано за його дітьми, братами Павлом-Юзефом і Йоахимом, а також їхніми нащадками. У справі про визнання дворянства зберігається перший відомий на сьогодні розпис роду Богомольців.
За російську службу Пйотр Тадеуш Богомолець був нагороджений орденом св. Володимира III ступеня та орденом св. Станіслава (ступінь у наявних архівних документах не вказується).
Був одним із найбагатших людей Вітебщини. Після смерті Пйотра Тадеуша Богомольця його вдова, Елеонора Вишинська-Богомолець, успадкувала великі земельні володіння в Невельському повіті з 2 тисячами душ кріпаків.
Його сини, Станіслав, Павло, Ромуальд і Михайло, починали свою кар'єру в російській армії. Коли Вітебськ був під контролем військ Наполеона I, Ромуальд Богомолець був бургомістром цього міста (1812).

## Читайте також
- Богомольці